# José Luis Oltra
José Luis Oltra Castañer, né le 24 mars 1969 à Valence (Espagne), est un footballeur espagnol reconverti en entraîneur.

## Biographie

### Joueur
Formé dans les catégories inférieures du Valence CF, il effectue une carrière relativement courte au poste de milieu de terrain.
Il débute professionnellement en jouant en Segunda División avec le CE Sabadell lors de la saison 1991-1992.
Entre 1993 et 2000, il joue en Segunda División B avec Levante UD, Yeclano CF et Elche CF.
En 2001, il obtient sa licence d'entraîneur et met un terme à sa carrière de footballeur alors qu'il joue avec l'Ontinyent CF en Tercera División.

### Entraîneur
Les équipes entraînées par José Luis Oltra se caractérisent par un jeu offensif et spectaculaire[réf. nécessaire]. En revanche, elles encaissent un grand nombre de buts[réf. nécessaire].
Oltra débute comme entraîneur en 2001 dans le club de Catarroja CF au niveau amateur[réf. nécessaire].
En 2002, il est recruté par le CD Castellón qui évolue en Segunda División B avec l'objectif de monter en Segunda División. Castellón termine à la première place de son groupe mais est éliminé lors du play-off de promotion. La saison suivante, le club termine à la 4e place et échoue une nouvelle fois lors du play-off de promotion[réf. nécessaire].
En 2004, il est recruté par le Levante UD pour entraîner l'équipe réserve en Segunda División B. Le parcours de l'équipe est bon et à quatre journées de la fin du championnat, il est presque assuré de participer au play-off de promotion. C'est à ce moment que l'entraîneur de l'équipe première Bernd Schuster est limogé et qu'il est remplacé par José Luis Oltra afin d'éviter la relégation en deuxième division[réf. nécessaire]. Cependant, lors des quatre derniers matchs, Levante ne prend que 2 points et le club descend en Segunda División.
Oltra est désigné entraîneur de l'équipe première de Levante pour la saison 2005-2006 avec pour objectif de remonter en Liga. Mais après dix journées de championnat, il est limogé alors que l'équipe est en milieu de classement[réf. nécessaire].
En 2006, il rejoint Ciudad de Murcia, club de Segunda División aspirant à monter en Liga. Le club termine à la 4e place, le meilleur classement de l'histoire du club, insuffisant toutefois pour monter en Liga.
En 2007, Oltra est recruté par le CD Tenerife, importante équipe de Segunda División. Après une première saison irrégulière qui s'achève par une 11e place au classement, Oltra parvient à faire monter Tenerife en Liga lors de la saison 2008-2009.
Oltra est confirmé à son poste pour la saison 2009-2010 en Liga. Tenerife se bat durant toute la saison pour s'éloigner des places de relégation mais lors de la dernière journée, l'équipe est reléguée. Après trois saisons à Tenerife, le club ne renouvelle pas son contrat causant la déception des supporters qui espéraient le maintien d'Oltra au poste d'entraîneur[réf. nécessaire]. Sans Oltra, Tenerife descend en Segunda División B en 2011.
Le 24 septembre 2010, Oltra est recruté par l'UD Almería en remplacement de Juanma Lillo. Oltra parvient à améliorer les résultats de l'équipe mais pas suffisamment pour s'éloigner de la zone de relégation. Le 5 avril 2011, il est limogé.
Durant l'été 2011, après le départ de Miguel Ángel Lotina, le président du Deportivo La Corogne, Augusto César Lendoiro, décide de confier l'équipe à José Luis Oltra avec comme objectif le retour en Liga. Le Deportivo parvient à monter en Liga lors de la première saison d'Oltra sur le banc, obtenant au passage le record de points en Segunda División. Lors de la saison 2012-2013, l'objectif est la consolidation du Deportivo en Liga, mais les résultats ne sont pas bons (12 points en 17 matchs) et Oltra est limogé le 30 décembre 2012. Le club est relégué en fin de saison.
Le 9 juin 2013, Oltra rejoint le RCD Majorque qui vient de descendre en Segunda División. Oltra est limogé le 24 février 2014 alors que Majorque occupe la 11e place après 27 journées.
Le 27 juin 2014, Oltra signe avec le Recreativo de Huelva, club de Segunda División, où il succède à Sergi Barjuan. Il est limogé le 11 février 2015.
Il est engagé par le Cordoue CF en juin 2015 avec l'objectif de monter en Liga. Il est démis de ses fonctions fin novembre 2016.
Il entraîne ensuite Grenade CF (2017-2018) et le CD Tenerife (2018-2019).
En février 2020, il devient entraîneur du Racing de Santander (D2).